# متلازمة أنطون - بابنسكي
متلازمة انطون - بابنسكي و تعرف أيضاً ب عمه العاهة البصري ، هي حالة نادرة تحدث عندما يتضرر الدماغ في منطقة الفص القذالي. المصابين بهذه المتلازمة يكونون في حالة من العمى القشري، ولكنّهم يؤكدون ويصرّون على انهم يستطيعون الرؤية، فلا يتقبلون العمى الذي أصابهم، وتظهر في الغالب بعد السكتة الدماغية، ويمكن أيضا أن تظهر بعد إصابة في الرأس.هذه المتلازمة سمّيت نسبةً إلى جابريل انطون وجوزيف بابنسكي.

## الأسباب
ما زال السبب وراء انكار المرضى الذين يعانون من متلازمة أنطون - بابينسكي غير معروف،  ولكن هناك العديد من النظريات التي حاولت تفسير هذا الأمر، إحداها هي تلف القشرة البصرية مما يؤدي إلى عدم القدرة على التواصل مع مناطق الكلام في الدماغ. فيتم استلام الصور المرئية ولكن لا يمكن تفسيرها. 
هذه المتلازمة غالباً تظهر في المرضى الذين يعانون من كبت المناعة مع فيروس JC ، على وجه التحديد الذين يعالجون  بالناتاليزوماب و هو جسم مضاد وحيد النسيلة ويستخدم حاليًا كعنصر أساسي في علاج التصلب المتعدد. [بحاجة لمصدر]
ذكرت حالة عن رجل يبلغ من العمر 69 عاماً، تم إدخاله إلى قسم الطوارئ و كان يشكو من صداع شديد وفقدان الرؤية بشكل مفاجئ، وفيما بعد تم اكتشاف أن هناك تخثر في الشريان الدماغي الخلفي مما ترتب عليه فقدان الرؤية. ولكنه أنكر عدم قدرته على الرؤية و ادعى أنه يستطيع الرؤية على الرغم من أن فحص بصره أثبت خلاف ذلك. والتصوير بالرنين المغناطيسي لدماغه أثبت بأن الفص القذالي الأيمن يعاني من نقص التروية. وفي حالة مشابهة، دخلت أمراة تبلغ 56 عاماً إلى قسم الطوارئ، كانت في  حالة مرتبكة جداً مع إعاقة في مهاراتها الحركية، ولكن الحركات العينية وردود الأفعال عندها ما زالت سليمة، ولكن المريضة لم  تتمكن من تسمية الأشياء وأيضاً لم تكن على بينة من تغييرات الضوء الخفيفة التي حدثت في الغرفة، وبدت غير مدركة لعجزها البصري.[بحاجة لمصدر]

## التاريخ
معظم حالات متلازمة انطون–بابنسكي حصلت عند البالغين. ولكنالمجلة الأوروبية لعلم الأعصاب  نشرت مقالة في عام 2007  عن دراسة لحالة طفل يبلغ من العمر ستة سنوات يعاني من هذه المتلازمة وأيضاً أنه في  المراحل الأولى من مرض سوء تغذية الكظرية وبيضاء الدماغ،  و كانت حركات بؤبؤ عين الطفل غير عادية، فهي تنظر للأسفل في كثير من الأحيان، وقد تصل إلى الغرض وغالبا تخطأ الهدف. عندما تم اختبار بصره كان غير قادر على قراءة الحروف الكبيرة على الجدول، ونفى أنه يعاني منالصداع، والشفع  أو حتى ألم في العين وبدا غير مبال  وأن لا علم له بضعف بصره. بعد فترة وعند فحص عينيه،  كان كل من بؤبؤا عينيه متساويين في الشكل ومستديرين ولهما رد الفعل نفسه عند تسليط الضوء عليهما، وقالت والدته بأنه قام بتطوير حركات العين بشكل غير طبيعي وأن لديهم «جودة متنقلة». 

## في الثقافة الشعبية
- ظهرت متلازمة اننون - بابنسكي في حلقة قسمت إلى جزأين من المسلسل التلفزيوني الشهير هاوس، وكانت بعنوان «النشوة».
- تظهر المتلازمة بشكل بارز في رواية  The Insult  للكاتب روبرت ثومسون، كما ورد في رواية الخيال العلمي  Blindsight ، التي كتبها بيتر واتس.
- ذكرت المتلازمة في كثير من الأحيان باسم «عمى انتون» باعتبارها واحدة من الاستعارات الأولية في كتاب «قيمة من لا شيء» للكاتب راج باتيل.
- ذكرت المتلازمة أيضاً في فيلم دوجفيل للمخرج لارس فون ترايير، يوجد فيه شخصية جاك مكاي الذي  يتصرف كما لو أنه يستطيع أن يرى ولكنه يعطي علامات كثيرة بإنه لا يقدر على ذلك.
- المتلازمة كانت الموضوع الرئيسي للفيلم الماليزيDesolasi و الكلمة تعني الخراب، وتدور أحداثه حول مرضى يعيشون في عالمهم الخاص من صنع خيالهم، وهم في نفس الوقت غير قادرين على رؤية العالم الحقيقي.

## الفهرس
- كريتشلي، ماكدونالد، الوليمة الإلهية من الدماغ, الغراب، نيويورك، 1979 قالب:ISBN missing